# 樹皮脊線

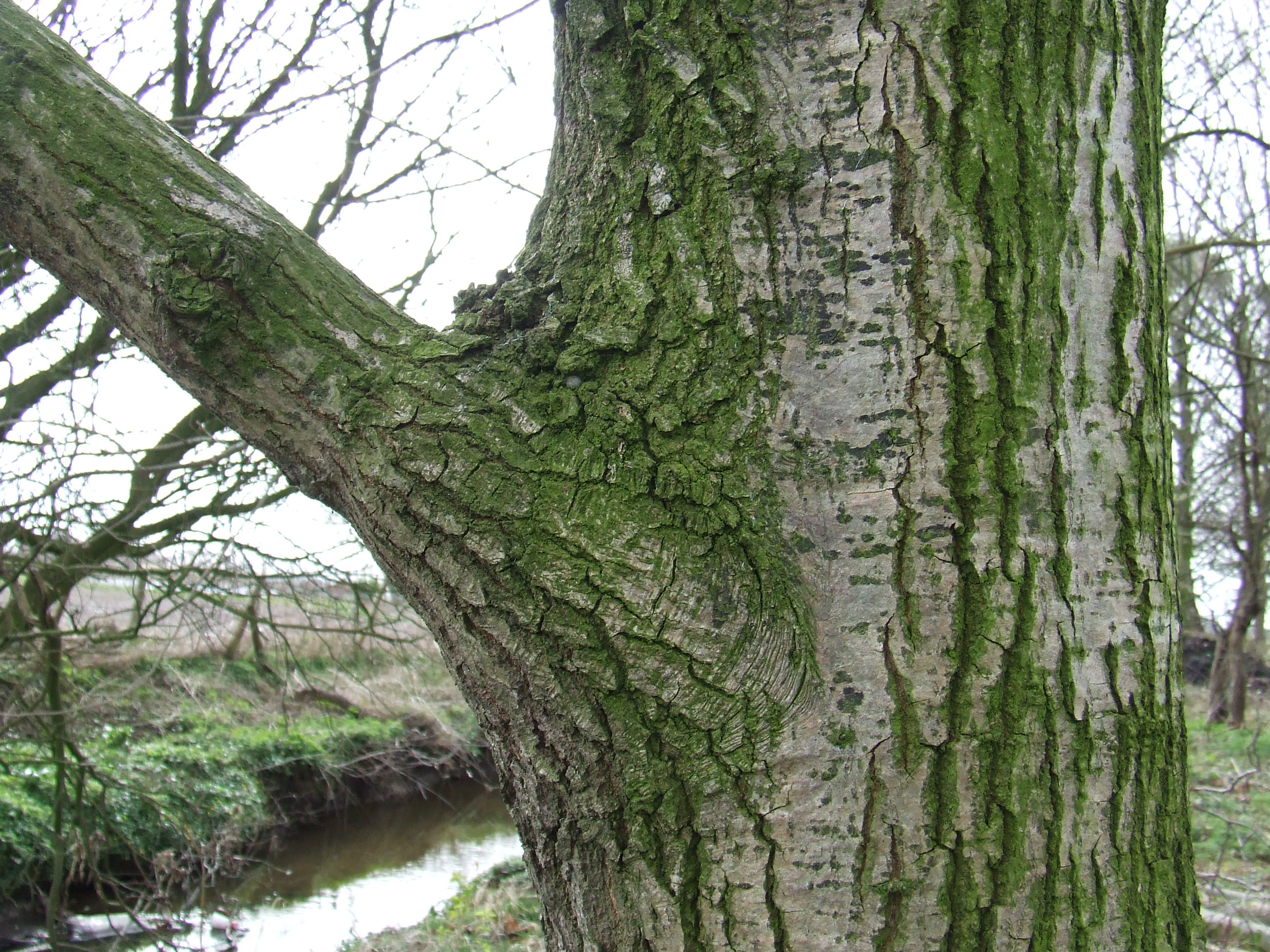
一棵橡樹上，樹皮脊線發生在側枝與主幹交匯處，並具有凸起向下延伸的結構。可以觀察到樹皮紋路方改變來判斷位置。

樹皮脊線/枝皮脊（Branch bark ridge）是樹木上枝幹結構的一項特徵。其是指從枝條頂部向下延伸到主幹側枝相連區域兩側的外凸特徵。凸起的組織是由於主幹與側枝生長擴展的木質部相互擠壓所形成的，樹皮較厚的樹種從外觀上比較容易觀察的到枝皮脊線，如樟樹、茄冬。